# Distrikt Cocabamba

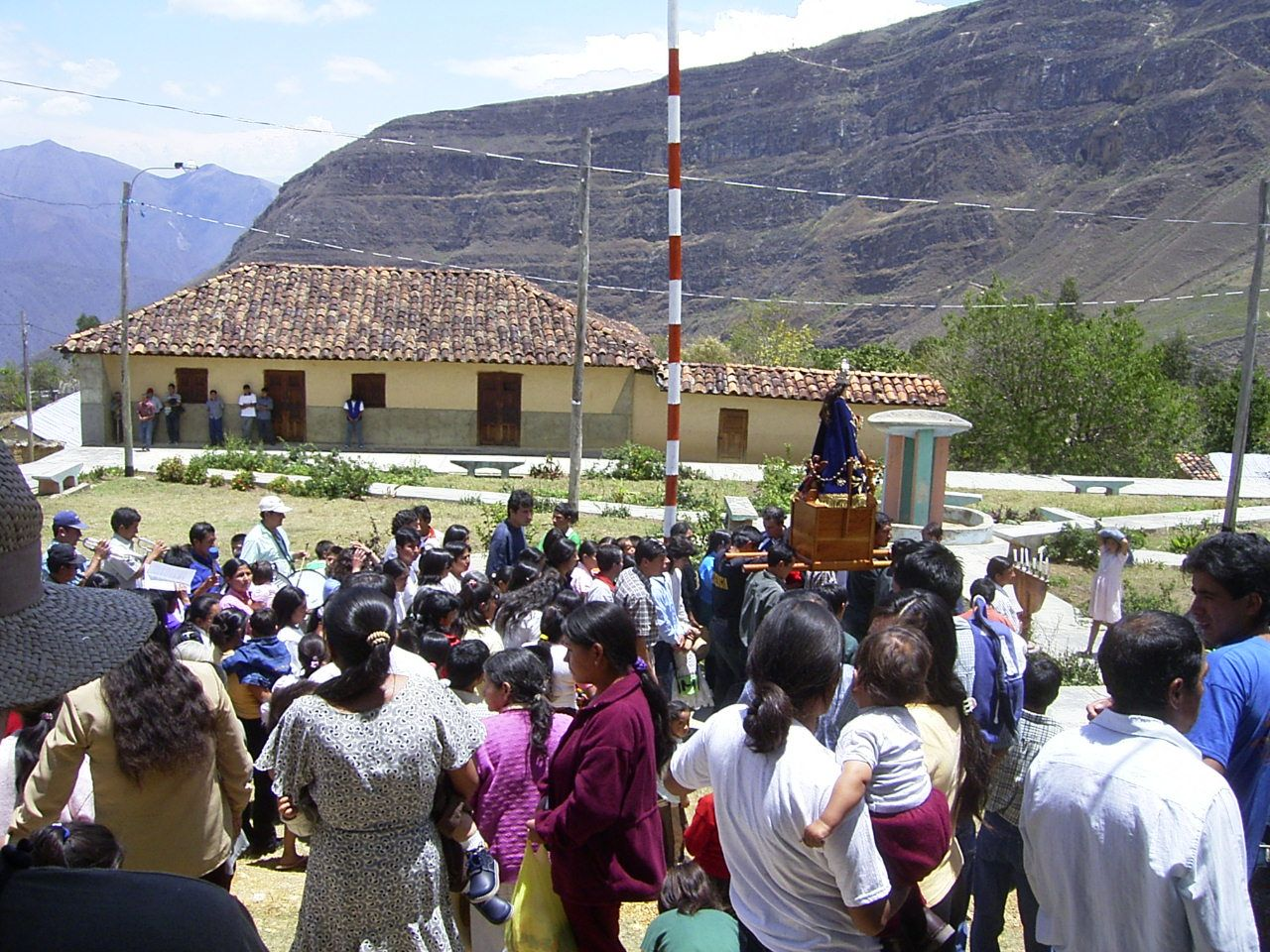
Der Dorfplatz beim Dorffest

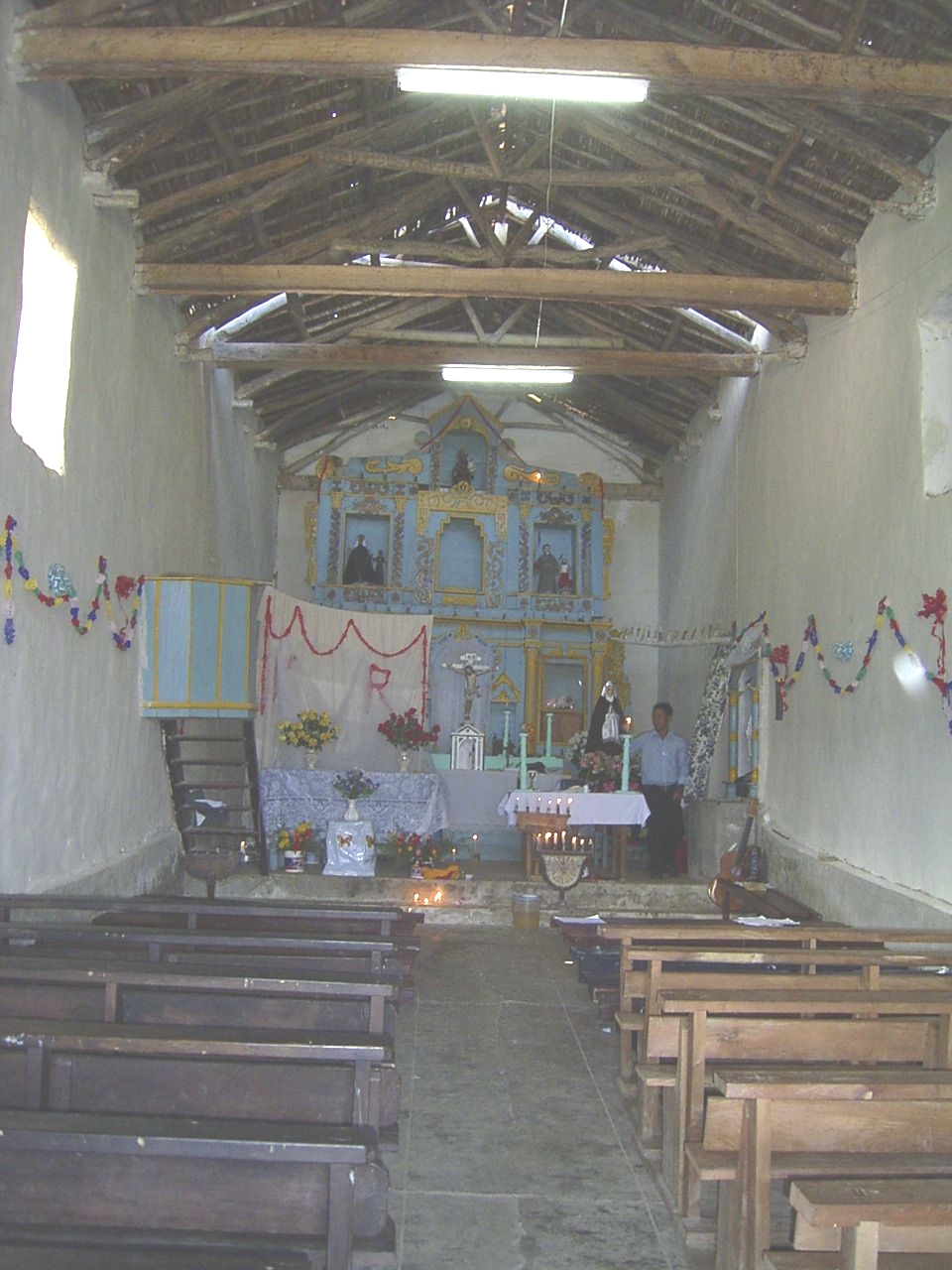
Die Kirche von Cocabamba

Der Distrikt Cocabamba liegt in der Provinz Luya in der Region Amazonas in Nord-Peru. Der Distrikt hat eine Fläche von 355,85 km². Die Einwohnerzahl lag beim Zensus 2017 bei 1881. Im Jahr 1993 wurden 2013, im Jahr 2007 2240 Einwohner gezählt. Die Distriktverwaltung befindet sich in dem Dorf Cocabamba.

## Geographische Lage
Im Norden grenzt der Distrikt Cocabamba an den Distrikt Pisuquía, im Osten mit dem Distrikt María, Distrikt Santo Tomás und dem Distrikt Leimebamba, im Süd-Osten mit dem Distrikt Balsas, im Süd-Westen mit dem Distrikt Celendín, im Westen mit dem Distrikt Chumuch. Cocabamba befindet sich in einer sehr heißen Gegend an einer Stelle, an der die Täler aus den Höhen von Santo Tomás gen Marañón abfallen. In Cocabamba und Umgebung gibt es Wasserfälle und Ruinen des Volkes der Chachapoya. Um nach Cocabamba zu kommen, nimmt man ein Taxi oder einen Bus in Chachapoyas und fährt bis Santo Tomás, wo die Straße aufhört. Von dort aus geht es dann zu Fuß oder auf dem Rücken eines Maultieres weiter.
Das Dorffest in Cocabamba wird am 8. Oktober gefeiert.
Der Distrikt Cocabamba gehört zur Kirchengemeinde Santo Tomás.

## Dörfer und Gehöfte im Distrikt Cocabamba
- Arteago
- Asquita
- Barianas
- Buena Vista
- Buillal
- Caðabrava
- Cedro
- Chuillon
- Cocabamba
- Cuentas
- Dashmal
- Guayaquil
- Hualpuc
- La Baleriana
- La Granadilla
- La Lucma
- Lambe
- Livian
- Mapish
- Mendan
- Molino
- Mula Corral
- Mushca
- Nevoran
- Pacae Grande
- Pacpapampa
- Pahuana
- Punta
- Quemia
- Quisquis
- Samana
- San Lucas
- Shumbuy
- Siogue
- Siprayacu
- Tupen Chico
- Yomblon

Fast alle Dörfer und Gehöfte des Distrikts Cocabamba befinden sich in den Bergen, einige, wie z. B. Tupen Grande, liegen am Ufer des Flusses Marañón.